# Cypella aurinegra
Cypella aurinegra (comúnmente, lirio de Peñarol) es una especie de flor nativa de Uruguay, por el momento es endémica para el país. Fue descripta en 2015 por el Ing. Agrónomo Andrés González.

## Descripción
Es una planta herbácea de entre 8 y 22 cm de altura sobre el suelo con tallos subterráneos que alcanzan los 6 cm de largo. Presenta un bulbo casi globoso prolongado de hasta 4 cm.
Hojas de la base dos, a veces ausentes, lineales, de 7 a 15 × 0,05 a 0,2 cm. Hoja del tallo de 2,5-4 × 0,1-0,3 cm, lineal, envolviendo el tallo basalmente.
Ramas floríferas de 6-15 cm de largo con 2 ramificaciones y 1-3 espatas por rama.
Flores de 28-36 mm diámetro, amarillas con manchas purpuro-oscuro.
Estambres con filamento de 2-2,5 mm, levemente inclinados, blanco-crema; anteras de 4-4,4 × 1,4-1,7 mm, oscuras, polen gris-oscuro u ocráceo.